# 荒井裕介
荒井 裕介（あらい ゆうすけ）は、山岳写真家。ワイルドライフクリエイター。

## 来歴
幼少よりマタギや父の影響で、山野に親しみ、アウトドアスキルを学ぶ。
中学時代から一人旅やキャンプに挑戦。10代で渡米後、ブッシュクラフトに出会う。
渡米中は、アパラチアン・トレイルを歩き、クライミング、アイスクライミングにのめり込む。また、同時期にサバイバル技術やバグアウト技術を習得。
帰国後は、カメラマンを志し、スタジオに就職。音楽誌やファッション誌を経て、山岳写真家に転向し、フィールドでの活動に尽力する。
フィールドでは、ULスタイルを取り入れ、長期間の山行や北アルプス全山無補給縦走などを達成。また、日本で最初にメディアで、ブッシュクラフトを紹介して以降、災害時に使えるブッシュクラフトとバグアウトスキルの指導や周知活動を行う。
近年では、本人主催のアウトドアスクールやフリースクール向けのワークショップ、YouTubeチャンネル（荒井裕介 youちゃんねる）活動等にも尽力し、後世へ豊かな自然環境を残しつつ、災害の多い日本でも生き残る力を啓蒙するため、日々活動している。

## その他

### 予備情報
- たけだバーベキューに、師匠として崇められている[2]
- 日テレ 第4回 錬金バトルKASEGE 優勝
- ワイルドライフクリエイターの他、山岳カメラマン、サバイバル料理研究家、猟師等、様々な肩書きを持つ

### 造詣の深い分野
- 各種工作（木、金、電気）
- MTB
- クライミング
- アイスクライミング
- 狩猟
- ブッシュクラフト
- フリーライドスキー
- スキューバダイビング
- モータースポーツ（車、バイク）等

## メディア協力・出演

### TV・ラジオ
- いただきハイジャンプ
- KinKi Kidsのブンブンブーン
- アオハル（青春）TV
- アイ・アム・冒険少年
- ヒルナンデス
- シューイチ
- THE突破ファイル
- 23時の密着テレビ「レベチな人、見つけた」[3]
- 第4回 錬金バトルKASEGE[4]
- アドベンチャー魂（2022年6月7日放送）[5]
- 有吉クイズ 2時間SP（2022年6月14日放送）[6]
- TBS金曜日ドラマ『ペンディングトレイン 8時23分 明日、君と』サバイバル監修・隕石監修担当
- ドラマ『相棒』サバイバル監修
- 名探偵困難〜俺たちに探せないものはない〜
- 沼にハマってきいてみた

### 雑誌
- 小学館 BE-PAL[7]
- 笠倉出版社 Fielder[8]
- 誠文堂新光社 天文ガイド[9]
- 山と渓谷社 山と渓谷
- 山と渓谷社 ワンダーフォーゲル[10]
- 山と渓谷社 狩猟生活[11]
- 枻出版社 WILDERNESS[12]
- 枻出版社 PEAKS[13]

- 地球丸 fly rodders
- ネゴ・パブリッシング HUNT

### その他関連企業等

#### 1）アンバサダー
- FJALLRAVEN[14]
- Fedeca[15]

#### 2）スポンサー
- カスタムナイフ工房Bear tope

#### 3）テスター
- ジールオプティクス

## 主な著作
- アウトドア刃物マニュアル[16]
- サバイバル猟師飯[17]
- タープワーク[18]
- ウルトラライトハイカー[19]（共著）